# Светско првенство у фудбалу 1974.
Светско првенство у фудбалу 1974. је десето по реду светско првенство. Одржано је у западној Немачкој од 13. јуна до 7. јула. Одлука о месту одржавања првенства је донесена у јулу 1966. на седници ФИФЕ. На овом првенству се репрезентације први пут бориле за освајање новог трофеја, пошто је претходни трофеј прешао у трајно власништво Бразила, који га је три пута освајао. Трофеј је освојила Немачка, која је у финалу победила Холандију са 2:1. Ово је Немачкој била друга титула по реду, прву је освојила двадесет година раније на светском првенству 1954. године.

## Квалификације
У квалификацијама за десето светско првенство у фудбалу је учествовало деведесет осам репрезентација. У самим квалификацијама је дошло до неколико изненађујућих резултата, међу којима су највећа изненађења били Енглеска, Француска, Шпанија и Мађарска које нису успеле да се квалификују на завршни турнир у Немачкој.
На финални турнир светског првенства први пут су успеле да се квалификују репрезентације Источне Немачке, Аустралије, Хаитија и Заира. Репрезентација Заира је била уједно и прва репрезентација из подсахарске Африке која је успела да се домогне финалног турнира.

## Завршни турнир
| Прво место Друго место Треће место | Четврто место Од 5. до 8. места Од 9. до 16. места |

### Први круг
Прва круг завршног турнира није донела очекивани број гледалаца. Један од разлога је био и тај да се неке од репрезентација из околних земаља нису квалификовале, Француска и Енглеска, које би донеле велики број навијача са собом, а други разлог је био и неотвореност граница земаља из источне Европе.
Формат такмичења је у односу на претходна првенства донекле био измењен. На овом завршном турниру је учествовало шеснаест тимова који су били подељени у четири групе од по четири тима свака. Прва два тима из сваке групе су се квалификовала у други круг такмичења који је садржавао у две групе од по четири тима. Победници група су постали финалисти турнира а другопласиране екипе из обе групе су играле за треће место.
По први пут на светским првенствима један играч је добио црвени картон, то је био Карлос Казели, играч репрезентације Чилеа, који је био искључен на утакмици против западне Немачке. Црвени картон је званично уведен на претходном светском првенству 1970. у Мексику, али тада нико није био искључен из игре. 
У првој групи су биле репрезентације западне Немачке, источне Немачке, Чилеа и Аустралије. Најнеизвеснија утакмица је била она између две Немачке. Сусрет је одигран под великим политичким и спортским притиском. Репрезентација источне Немачке је победила голом Јиргена Шпарвасера у другом полувремену, али су репрезентације обе Немачке се квалификовале за другу рунду такмичења.
Друга група је била једна од најуједначенијих на такмичењу. Учесници даљег такмичења су одлучени чињеницим да која је репрезентација од три које су важиле за фаворита групе, Бразил, Југославија и Шкотска, дала више голова четвртом члану групе Заиру. Међусобни сусрети три репрезентације су били све нерешени резултати а против Заира, Југославија је постигла девет голова (9:0), што је био и рекорд првенства, Бразил три гола (3:0), а Шкотска само два (2:0). За даље такмичење су се квалификовале репрезентације Бразила и Југославије, а Шкотска, иако без пораза, је испала из даљег такмичења.
Холандија, предвођена Јоханом Кројфом је у трећој групи доминирала. На овом првенству Холандија је демонстрирала пуну снагу такозваног Тоталног фудбала, где је сваки играч могао да игра било коју позицију у зависности од ситуације на терену. У комбинацији са успешним офсајд замкама, када је читав одбрамбени ред спринтао ка средини терена, овај начин игре је донео успехе, такође Холанђанима, клубу Ајаксу. У тадашњој Југославији овај стил игре је највише преузео Хајдук из Сплита. Холанђани су у групи победили Уругвај и Бугарску а играли нерешено са Шведском. Из ове групе за другу рунду такмичења су се квалификовале репрезентације Холандије и Шведске захваљујући победом над Уругвајем од 3:0.
У четвртој групи доминантна је била Пољска. Редом је побеђивала све своје противнике Аргентину (3:2), Хаити (7:0) и Италију (2:1). Хаити иако је испао одмах у првој рунди, ипак је оставио трага на овом првенству. На својој првој утакмици против Италије, Хаити је повело голом Емануела Санона и тиме срушио рекорд италијанског голмана Дина Зофа, који није примио гол током претходних 1.142 минута брањења у дресу репрезентације Италије. Ипак је Италија на крају славила победу од 3:1. За даље такмичење су се квалификовале репрезентације Пољске и Уругваја.

### Други круг
Стицајем околности обе групе су имале утакмице полуфиналног карактера. У групи А састали су се Холандија и Бразил, после победа у претходна два меча и директно одлучиле питање финалисте. Два гола Јохана Кројфа против Аргентине су помогла да Холандија победи Аргентину са 4:0, затим је Холандија победила источну Немачку са 2:0 и на крају головима Нескенса и Кројфа су победили Бразил са 2:0 и пласирали се у финале.
У групи Б такође је одлучила утакмица између западне Немачке и Пољске, победник је ишао у финале. У претходним мечевима обе репрезентације су победиле своје противнике Југославију и Шведску, тако да гол Герда Милера у другом полувремену увео репрезентацију западне Немачке у финале. Немци су победили Пољску са 1:0.
Са идентичним резултатом 1:0, Пољска је у утакмици за треће место победила Бразил.

### Финале
У финалу светског првенства су се састале фудбалске репрезентације западне Немачке, предвођена Францом Бекенбауером, и фудбалска репрезентација Холандије, предвођена једним од најбољих играча света Јоханом Кројфом.
Одмах у првој минути утакмице, Кројф је извео соло продор у сам шеснаестерац Немачке репрезентације, где је био срушен од стране Ули Хенеса и судија је досудио пенал. Холандија је тај пенал искористила и голом Јохана Нескенса повела са 1:0, пре него што су немачки играчи и додирнули лопту на тој утакмици.
Немци су тада ударили тотални пресинг што им се исплатило и у 26 минути је досуђен пенал у њихову корист. Овај пенал је био дискутабилан и бивши председник ФИФЕ Жоао Авеланж је касније изјавио да су светска првенства 1966 и 1974. намештена и да су домаће репрезентације морале да победе. Било како, Пол Брајтнер је искористио пенал и Немци су изједначили на 1:1. Ова два пенала су били први пенали досуђени на једној финалној утакмици светског првенства. Пред крај полувремена, у 43 минути, Герд Милер је постигао погодак у свом познатом стилу и Немачка је повела са 2:1, што се касније показало да је и крајњи резултат утакмице. Тај гол је био уједно и опроштајни репрезентативни гол Милера, пошто се он после светског првенства опростио од репрезентације.
Друго полувреме је донело узбудљиву игру и шансе за гол на обе стране. Милер је чак и постигао гол, али је он био поништен због офсајда. Европски шампион из 1972. је постао и светски шампион 1974. године. Ово је било први пут да европски шампион постане и светски.
Први стрелац првенства је постао Пољак Грегорж Лато са седам голова. Са голом у финалу Герд Милер је престигао по укупном броју голова (14), претходног носиоца ове титуле Жиста Фонтена који је до тада био први са 13 голова. Ипак се треба нагласити да је Фонтен све своје голове дао на једном финалном турниру, одржаном 1958. године у Шведској.

## Места одигравања утакмица
| Минхен             | Западни Берлин     | Хамбург           |
| ------------------ | ------------------ | ----------------- |
| Олимпијски стадион | Олимпијски стадион | Фолкспаркстадион  |
| Капацитет: 69.250  | Капацитет: 74.228  | Капацитет: 57.274 |
|                    |                    |                   |
| Дортмунд           | Диселдорф          | Гелзенкирхен      |
| Вестфаленстадион   | Рајнстадион        | Паркстадион       |
| Капацитет: 67.000  | Капацитет: 55.900  | Капацитет: 45.067 |
|                    |                    |                   |
| Франкфурт          | Хановер            | Штутгарт          |
| Валдстадион        | Нидерсашенстадион  | Некерстадион      |
| Капацитет: 52.300  | Капацитет: 49.000  | Капацитет: 58.000 |
|                    |                    |                   |

## Први круг

### Група 1

#### Резултати Групе 1
| 14. јун 1974. 16:00 |            |      |                                                                                    |
| Западна Немачка     | 1–0        | Чиле | западни Берлин Олимпијски стадион Судија: Доган Бабакан (Турска) Гледалаца: 83.168 |
| Пол Брајтнер 18’    | (Извештај) |      | западни Берлин Олимпијски стадион Судија: Доган Бабакан (Турска) Гледалаца: 83.168 |

| 14. јун 1974. 19:30                        |            |            |                                                                            |
| Источна Немачка                            | 2–0        | Аустралија | Хамбург Фолкспаркстадион Судија: Доган Бабакан (Сенегал) Гледалаца: 10.000 |
| Колин Куран 58’ (а. г.) · Јоаким Стреч 72’ | (Извештај) |            | Хамбург Фолкспаркстадион Судија: Доган Бабакан (Сенегал) Гледалаца: 10.000 |

| 18. јун 1974. 16:00 |            |                                                           |                                                                                  |
| Аустралија          | 0–3        | Западна Немачка                                           | Хамбург Фолкспаркстадион Судија: Махмуд Мустафа Камел (Египат) Гледалаца: 35.000 |
|                     | (Извештај) | Волфганг Оверат 12’ · Бернард Кулман 34’ · Герд Милер 53’ | Хамбург Фолкспаркстадион Судија: Махмуд Мустафа Камел (Египат) Гледалаца: 35.000 |

| 18. јун 1974. 19:30 |            |                   |                                                                                        |
| Чиле                | 1–1        | Источна Немачка   | западни Берлин Олимпијски стадион Судија: Аурелио Ангонезе (Италија) Гледалаца: 20.000 |
| Серђо Ахумада 69’   | (Извештај) | Мартин Хофман 55’ | западни Берлин Олимпијски стадион Судија: Аурелио Ангонезе (Италија) Гледалаца: 20.000 |

| 22. јун 1974. 16:00 |            |      |                                                                                 |
| Аустралија          | 0–0        | Чиле | западни Берлин Олимпијски стадион Судија: Џафар Намдар (Иран) Гледалаца: 14.681 |
|                     | (Извештај) |      | западни Берлин Олимпијски стадион Судија: Џафар Намдар (Иран) Гледалаца: 14.681 |

| 22. јун 1974. 19:30  |            |                 |                                                                           |
| Источна Немачка      | 1–0        | Западна Немачка | Хамбург Фолкспаркстадион Судија: Рамон Барето (Уругвај) Гледалаца: 60.350 |
| Јирген Шпарвасер 77’ | (Извештај) |                 | Хамбург Фолкспаркстадион Судија: Рамон Барето (Уругвај) Гледалаца: 60.350 |

#### Табела Групе 1
| Репрезентација  | Ута | П | Н | И | ГД | ГП | ГР | Бод. |
| --------------- | --- | - | - | - | -- | -- | -- | ---- |
| Источна Немачка | 3   | 2 | 1 | 0 | 4  | 1  | +3 | 5    |
| Западна Немачка | 3   | 2 | 0 | 1 | 4  | 1  | +3 | 4    |
| Чиле            | 3   | 0 | 2 | 1 | 1  | 2  | -1 | 2    |
| Аустралија      | 3   | 0 | 1 | 2 | 0  | 5  | -5 | 1    |

### Група 2

#### Резултати Групе 2
| 13. јун 1974. 17:00 Утакмица отварања Светског првенства |            |             |                                                                            |
| Бразил                                                   | 0–0        | Југославија | Франкфурт, Валдстадион Судија: Рудолф Шерер (Швајцарска) Гледалаца: 62.000 |
|                                                          | (Извештај) |             | Франкфурт, Валдстадион Судија: Рудолф Шерер (Швајцарска) Гледалаца: 62.000 |

| 14. јун 1974. 19:30 |            |                                    |                                                                                         |
| Заир                | 0–2        | Шкотска                            | Дортмунд, Вестфаленстадион Судија: Герхард Шуленбург(Западна Немачка) Гледалаца: 25.000 |
|                     | (Извештај) | Питер Лоример 26’ · Џое Џордан 34’ | Дортмунд, Вестфаленстадион Судија: Герхард Шуленбург(Западна Немачка) Гледалаца: 25.000 |

| 18. јун 1974. 19:30                                                                                     |            |      |                                                                                    |
| Југославија                                                                                             | 9–0        | Заир | Гелзенкирхен, Паркстадион Судија: Омар Делгадо Гомез (Колумбија) Гледалаца: 20.000 |
| Бајевић 8’ 30’ 81’ · Џајић 14’ · Шурјак 18’ · Каталински 22’ · Богићевић 35’ · Облак 61’ · Петковић 65’ | (Извештај) |      | Гелзенкирхен, Паркстадион Судија: Омар Делгадо Гомез (Колумбија) Гледалаца: 20.000 |

| 18. јун 1974. 19:30 |            |        |                                                                             |
| Шкотска             | 0–0        | Бразил | Франкфурт, Валдстадион Судија: Ари ван Гемерт (Холандија) Гледалаца: 50.000 |
|                     | (Извештај) |        | Франкфурт, Валдстадион Судија: Ари ван Гемерт (Холандија) Гледалаца: 50.000 |

| 22. јун 1974. 16:00 |            |             |                                                                               |
| Шкотска             | 1–1        | Југославија | Франкфурт, Валдстадион Судија: Гонзалез Арчундија (Мексико) Гледалаца: 60.000 |
| Џое Џордан 88’      | (Извештај) | Караси 81’  | Франкфурт, Валдстадион Судија: Гонзалез Арчундија (Мексико) Гледалаца: 60.000 |

| 22. јун 1974. 16:00 |            |                                             |                                                                               |
| Заир                | 0–3        | Бразил                                      | Гелзенкирхен, Паркстадион Судија: Николај Рајнеа (Румунија) Гледалаца: 35.000 |
|                     | (Извештај) | Жаирзињо 12’ · Ривелињо 66’ · Валдомиро 79’ | Гелзенкирхен, Паркстадион Судија: Николај Рајнеа (Румунија) Гледалаца: 35.000 |

#### Табела Групе 2
| Репрезентација | Ута | П | Н | И | ГД | ГП | ГР  | Бод. |
| -------------- | --- | - | - | - | -- | -- | --- | ---- |
| Југославија    | 3   | 1 | 2 | 0 | 10 | 1  | +9  | 4    |
| Бразил         | 3   | 1 | 2 | 0 | 3  | 0  | +3  | 4    |
| Шкотска        | 3   | 1 | 2 | 0 | 3  | 1  | +2  | 4    |
| Заир           | 3   | 0 | 0 | 3 | 0  | 14 | -14 | 0    |

### Група 3

#### Резултати Групе 3
| 15. јун 1974. 16:00 |            |                  |                                                                                |
| Уругвај             | 0–2        | Холандија        | Хановер, Нидерсашенстадион Судија: Карољ Палотаји (Мађарска) Гледалаца: 53.700 |
|                     | (Извештај) | Џони Реп 16’ 86’ | Хановер, Нидерсашенстадион Судија: Карољ Палотаји (Мађарска) Гледалаца: 53.700 |

| 15. јун 1974. 16:00 |            |          |                                                                            |
| Шведска             | 0–0        | Бугарска | Диселдорф, Рајнстадион Судија: Едисон Перез Нуњез (Перу) Гледалаца: 22.500 |
|                     | (Извештај) |          | Диселдорф, Рајнстадион Судија: Едисон Перез Нуњез (Перу) Гледалаца: 22.500 |

| 19. јун 1974. 19:30 |            |                  |                                                                            |
| Уругвај             | 1–1        | Бугарска         | Хановер, Нидерсашенстадион Судија: Џек Тејлор (Енглеска) Гледалаца: 12.000 |
| Рикардо Павони 87’  | (Извештај) | Христо Бонев 75’ | Хановер, Нидерсашенстадион Судија: Џек Тејлор (Енглеска) Гледалаца: 12.000 |

| 19. јун 1974. 19:30 |            |         |                                                                               |
| Холандија           | 0–0        | Шведска | Дортмунд, Вестфаленстадион Судија: Вернер Винсеман (Канада) Гледалаца: 53.700 |
|                     | (Извештај) |         | Дортмунд, Вестфаленстадион Судија: Вернер Винсеман (Канада) Гледалаца: 53.700 |

| 23. јун 1974. 16:00                                                 |            |                      |                                                                                 |
| Холандија                                                           | 4–1        | Бугарска             | Дортмунд, Вестфаленстадион Судија: Тони Бошковић (Аустралија) Гледалаца: 52.100 |
| Јохан Нескенс 5’ (пен.) 44’ (пен.) · Џони Реп 71’ · Тео де Јонг 88’ | (Извештај) | Руд Крол 78’ (а. г.) | Дортмунд, Вестфаленстадион Судија: Тони Бошковић (Аустралија) Гледалаца: 52.100 |

| 23. јун 1974. 16:00                        |            |         |                                                                            |
| Шведска                                    | 3–0        | Уругвај | Диселдорф, Рајнстадион Судија: Ерих Линемајер (Аустрија) Гледалаца: 27.100 |
| Ралф Едстрем 46’ 77’ · Роланд Сандберг 74’ | (Извештај) |         | Диселдорф, Рајнстадион Судија: Ерих Линемајер (Аустрија) Гледалаца: 27.100 |

#### Табела Групе 3
| Репрезентација | Ута | П | Н | И | ГД | ГП | ГР | Бод. |
| -------------- | --- | - | - | - | -- | -- | -- | ---- |
| Холандија      | 3   | 2 | 1 | 0 | 6  | 1  | +5 | 5    |
| Шведска        | 3   | 1 | 2 | 0 | 3  | 0  | +3 | 4    |
| Бугарска       | 3   | 0 | 2 | 1 | 2  | 5  | -3 | 2    |
| Уругвај        | 3   | 0 | 1 | 2 | 1  | 6  | -5 | 1    |

### Група 4

#### Резултати Групе 4
| 15. јун 1974. 18:00                                      |            |                   |                                                                                   |
| Италија                                                  | 3–1        | Хаити             | Минхен, Олимпијски стадион Судија: Виченте Љобрегат (Венецуела) Гледалаца: 51.100 |
| Ђани Ривера 52’ · Ромео Бенети 64’ · Пјетро Анастази 78’ | (Извештај) | Емануел Санон 46’ | Минхен, Олимпијски стадион Судија: Виченте Љобрегат (Венецуела) Гледалаца: 51.100 |

| 15. јун 1974. 18:00                     |            |                                           |                                                                    |
| Пољска                                  | 3–2        | Аргентина                                 | Штутгарт, Некерстадион Судија: Клив Томас (Велс) Гледалаца: 31.500 |
| Грегорж Лато 7’ 62’ · Андржеј Шармах 8’ | (Извештај) | Рамон Хередија 60’ · Карлос Бабингтон 66’ | Штутгарт, Некерстадион Судија: Клив Томас (Велс) Гледалаца: 31.500 |

| 19. јун 1974. 19:30                         |            |                                           |                                                                                 |
| Аргентина                                   | 1–1        | Италија                                   | Штутгарт, Некерстадион Судија: Руди Глекнер (Источна Немачка) Гледалаца: 68.900 |
| Рене Хаусман 20’ · Роберто Перфумо 35’ (аг) | (Извештај) | Рамон Хередија 60’ · Карлос Бабингтон 66’ | Штутгарт, Некерстадион Судија: Руди Глекнер (Источна Немачка) Гледалаца: 68.900 |

| 19. јун 1974. 19:30 |            |                                                                                          |                                                                                      |
| Хаити               | 0–7        | Пољска                                                                                   | Минхен, Олимпијски стадион Судија: Говиндасамај Супијах (Сингапур) Гледалаца: 23.400 |
|                     | (Извештај) | Грегорж Лато 17’ 87’ · Казимјеж Дејна 18’ · Андреј Шармах 30’ 34’ 50’ · Јержи Горгон 31’ | Минхен, Олимпијски стадион Судија: Говиндасамај Супијах (Сингапур) Гледалаца: 23.400 |

| 23. јун 1974. 16:00                                         |            |                   |                                                                                    |
| Аргентина                                                   | 4–1        | Хаити             | Минхен, Олимпијски стадион Судија: Пабло Санчез Ибанез (Шпанија) Гледалаца: 24.000 |
| Хектор Јазалде 15’ 68’ · Рене Хаусман 18’ · Рубен Ајала 55’ | (Извештај) | Емануел Санон 63’ | Минхен, Олимпијски стадион Судија: Пабло Санчез Ибанез (Шпанија) Гледалаца: 24.000 |

| 23. јун 1974. 16:00                    |            |                  |                                                                                        |
| Пољска                                 | 2–1        | Италија          | Штутгарт, Некерстадион Судија: Ханс Јоаким Вејланд (Западна Немачка) Гледалаца: 68.900 |
| Андреј Шармах 38’ · Казимјеж Дејна 44’ | (Извештај) | Фабио Капело 85’ | Штутгарт, Некерстадион Судија: Ханс Јоаким Вејланд (Западна Немачка) Гледалаца: 68.900 |

#### Табела Групе 4
| Репрезентација | Ута | П | Н | И | ГД | ГП | ГР  | Бод. |
| -------------- | --- | - | - | - | -- | -- | --- | ---- |
| Пољска         | 3   | 3 | 0 | 0 | 12 | 3  | +9  | 6    |
| Аргентина      | 3   | 1 | 1 | 1 | 7  | 5  | +2  | 3    |
| Италија        | 3   | 1 | 1 | 1 | 5  | 4  | +1  | 3    |
| Хаити          | 3   | 0 | 0 | 3 | 2  | 14 | -12 | 0    |

## Други круг

### Група А

#### Резултати Групе А
| 26. јун 1974. 19:30                               |            |           |                                                                            |
| Холандија                                         | 4–0        | Аргентина | Гелзенкирхен, Паркстадион Судија: Боб Давидсон (Шкотска) Гледалаца: 55.348 |
| Јохан Кројф 11’ 90’ · Руд Крол 25’ · Џони Реп 73’ | (Извештај) |           | Гелзенкирхен, Паркстадион Судија: Боб Давидсон (Шкотска) Гледалаца: 55.348 |

| 26. јун 1974. 19:30  |            |                 |                                                                        |
| Бразил               | 1–0        | Источна Немачка | Хановер, Нидерсашенстадион Судија: Клив Томас (Велс) Гледалаца: 58.463 |
| Роберто Ривелињо 60’ | (Извештај) |                 | Хановер, Нидерсашенстадион Судија: Клив Томас (Велс) Гледалаца: 58.463 |

| 30. јун 1974. 16:00      |            |                                     |                                                                           |
| Аргентина                | 1–2        | Бразил                              | Хановер, Нидерсашенстадион Судија: Витал Лора (Белгија) Гледалаца: 38.000 |
| Мигел Ангел Бриндизи 35’ | (Извештај) | Роберто Ривелињо 32’ · Жаирзињо 49’ | Хановер, Нидерсашенстадион Судија: Витал Лора (Белгија) Гледалаца: 38.000 |

| 30. јун 1974. 16:00 |            |                                        |                                                                               |
| Источна Немачка     | 0–2        | Холандија                              | Гелзенкирхен, Паркстадион Судија: Рудолф Шерер (Швајцарска) Гледалаца: 67.148 |
|                     | (Извештај) | Јохан Нескенс 7’ · Роб Ренсенбринк 59’ | Гелзенкирхен, Паркстадион Судија: Рудолф Шерер (Швајцарска) Гледалаца: 67.148 |

| 3. јул 1974. 19:30 |            |                  |                                                                           |
| Аргентина          | 1–1        | Источна Немачка  | Гелзенкирхен, Паркстадион Судија: Џек Тејлор (Енглеска) Гледалаца: 53.054 |
| Рене Хаусман 20’   | (Извештај) | Јоаким Стрич 14’ | Гелзенкирхен, Паркстадион Судија: Џек Тејлор (Енглеска) Гледалаца: 53.054 |

| 3. јул 1974. 19:30                  |            |        |                                                                                     |
| Холандија                           | 2–0        | Бразил | Дортмунд, Вестфаленстадион Судија: Курт Ченчнер (Западна Немачка) Гледалаца: 52.500 |
| Јохан Нескенс 50’ · Јохан Кројф 65’ | (Извештај) |        | Дортмунд, Вестфаленстадион Судија: Курт Ченчнер (Западна Немачка) Гледалаца: 52.500 |

#### Табела Групе А
| Репрезентација  | Ута | П | Н | И | ГД | ГП | ГР | Бод. |
| --------------- | --- | - | - | - | -- | -- | -- | ---- |
| Холандија       | 3   | 3 | 0 | 0 | 8  | 0  | +8 | 6    |
| Бразил          | 3   | 2 | 0 | 1 | 3  | 3  | 0  | 4    |
| Источна Немачка | 3   | 0 | 1 | 2 | 1  | 4  | -3 | 1    |
| Аргентина       | 3   | 0 | 1 | 2 | 2  | 7  | -5 | 1    |

### Група Б

#### Резултати Групе Б
| 26. јун 1974. 16:00 |            |                                   |                                                                          |
| Југославија         | 0–2        | Западна Немачка                   | Диселдорф, Рајнстадион Судија: Армандо Маркез (Бразил) Гледалаца: 66.085 |
|                     | (Извештај) | Пол Брајтнер 39’ · Герд Милер 82’ | Диселдорф, Рајнстадион Судија: Армандо Маркез (Бразил) Гледалаца: 66.085 |

| 26. јун 1974. 19:30 |            |                  |                                                                         |
| Шведска             | 0–1        | Пољска           | Штутгарт, Некерстадион Судија: Рамон Барето (Уругвај) Гледалаца: 43.755 |
|                     | (Извештај) | Грегорж Лато 43’ | Штутгарт, Некерстадион Судија: Рамон Барето (Уругвај) Гледалаца: 43.755 |

| 30. јун 1974. 16:00                        |            |             |                                                                                 |
| Пољска                                     | 2–1        | Југославија | Франкфурт, Валдстадион Судија: Руди Глекнер (Источна Немачка) Гледалаца: 55.000 |
| Казимир Дејна 24’ (пен) · Грегорж Лато 62’ | (Извештај) | Караси 43’  | Франкфурт, Валдстадион Судија: Руди Глекнер (Источна Немачка) Гледалаца: 55.000 |

| 30. јун 1974. 19:30                                                                  |            |                                        |                                                                            |
| Западна Немачка                                                                      | 4–2        | Шведска                                | Диселдорф, Рајнстадион Судија: Николај Рајнеа (Румунија) Гледалаца: 66.500 |
| Волфганг Оверет 51’ · Рајнер Бонхоф 52’ · Јирген Грабовски 76’ · Ули Хенес 43’ (пен) | (Извештај) | Ралф Едстрем 24’ · Роланд Сандберг 53’ | Диселдорф, Рајнстадион Судија: Николај Рајнеа (Румунија) Гледалаца: 66.500 |

| 3. јул 1974. 16:30 |            |                 |                                                                            |
| Пољска             | 0–1        | Западна Немачка | Франкфурт, Валдстадион Судија: Ерих Линемајер (Аустрија) Гледалаца: 59.000 |
|                    | (Извештај) | Герд Милер 76’  | Франкфурт, Валдстадион Судија: Ерих Линемајер (Аустрија) Гледалаца: 59.000 |

| 3. јул 1974. 19:30                     |            |             |                                                                             |
| Шведска                                | 2–1        | Југославија | Франкфурт, Валдстадион Судија: Луис Пестарино (Аргентина) Гледалаца: 40.000 |
| Ралф Едстрем 29’ · Кони Торстенсен 85’ | (Извештај) | Шурјак 27’  | Франкфурт, Валдстадион Судија: Луис Пестарино (Аргентина) Гледалаца: 40.000 |

#### Табела Групе Б
| Репрезентација  | Ута | П | Н | И | ГД | ГП | ГР | Бод. |
| --------------- | --- | - | - | - | -- | -- | -- | ---- |
| Западна Немачка | 3   | 3 | 0 | 0 | 7  | 2  | +5 | 6    |
| Пољска          | 3   | 2 | 0 | 1 | 3  | 2  | +1 | 4    |
| Шведска         | 3   | 1 | 0 | 2 | 4  | 6  | -2 | 2    |
| Југославија     | 3   | 0 | 0 | 3 | 2  | 6  | -4 | 0    |

## Утакмица за треће место
| 6. јул 1974. 16:00 |            |                  |                                                                                 |
| Бразил             | 0–1        | Пољска           | Минхен, Олимпијски стадион Судија: Аурелио Ангонезе (Италија) Гледалаца: 74.100 |
|                    | (Извештај) | Грегорж Лато 76’ | Минхен, Олимпијски стадион Судија: Аурелио Ангонезе (Италија) Гледалаца: 74.100 |

## Финале
| 7. јул 1974. 16:00     |            |                                         |                                                                            |
| Холандија              | 1–2        | Западна Немачка                         | Минхен, Олимпијски стадион Судија: Џек Тејлор (Енглеска) Гледалаца: 75.200 |
| Јохан Нескенс 2’ (пен) | (Извештај) | Пол Брајтнер 25’ (пен) · Герд Милер 43’ | Минхен, Олимпијски стадион Судија: Џек Тејлор (Енглеска) Гледалаца: 75.200 |

## Награде
| Победник Светског првенства 1974. |
| --------------------------------- |
| Западна Немачка Друга титула      |

| Златна копачка: |
| --------------- |
| Грегорж Лато    |

## Стрелци
| 7 голова - Грегорж Лато 5 голова - Јохан Нескенс - Андржеј Шармах 4 гола - Герд Милер - Џони Реп - Ралф Едстрем 3 гола - Рене Хаусман - Роберто Ривелињо - Пол Брајтнер - Јохан Кројф - Казимир Дејна - Душан Бајевић | 2 гола - Хектор Јазалде - Жаирзињо - Јоаким Стреч - Волфганг Оверат - Емануел Санон - Џое Џордан - Роланд Сандберг - Станислав Караси - Ивица Шурјак 1 гол - Рубен Ајала - Карлос Бабингтон - Мигел Ангел Бриндизи - Рамон Хередија - Валдомиро - Христо Бонев - Серхио Ахумада - Мартин Хофман - Јирген Шпарвасер - Рајнер Бонхоф - Бернард Куман - Јирген Грабовски - Ули Хенес | - Пјетро Анастази - Ромео Бенети - Фабио Капело - Ђани Ривера - Тео де Јонг - Руд Крол - Роб Ренсенбринк - Јержи Горгон - Питер Лоример - Кони Торстенсон - Рикардо Павони - Владислав Богићевић - Драган Џајић - Јосип Каталински - Бранко Облак - Илија Петковић Ауто голови - Роберто Перфумо (за Италију) - Килин Куран (за Источну Немачку) - Руд Крол (за Бугарску) |